# August Hornung
August Friedrich Hornung (* 19. September 1867 in Güglingen; † 8. Juni 1927 in Böckingen) war ein deutscher Schneider und Politiker (SPD und USPD). Er war von 1911 bis 1918 Mitglied in der Abgeordnetenkammer der Württembergischen Landstände, 1919/1920 als Nachrücker Mitglied der Verfassunggebenden Landesversammlung für Württemberg und schließlich von 1924 bis zu seinem Tod Mitglied des Landtags des freien Volksstaates Württemberg. Von 1913 bis zu seinem Tod war er zudem Mitglied des Böckinger Gemeinderats.

## Leben
Hornung war eines von zwei Kindern des Schneidermeisters Wilhelm Ludwig Hornung (1833–1894) und der Katharina Dorothea Ströhlein (1828–1900). Er besuchte die Volksschule und bis 1881 (ohne Abschluss) die Lateinschule in Güglingen. Nach dem Willen seiner Eltern erlernte er dann beim Vater das Schneiderhandwerk. Als Geselle ging er wie damals üblich auf Wanderschaft durch Deutschland und kam dabei nach Heilbronn, Ludwigsburg, Wiesbaden, Frankfurt am Main, Hamburg und Lübeck. Während der Wanderjahre lernte er die Gewerkschafts- und Arbeiterbewegung kennen, die seine politische Heimat wurde. Er trat in die SPD ein. Nach der Wanderschaft war Hornung selbstständiger Schneidermeister in Güglingen. 1893 heiratete er Gottliebin Wilhelmine Burrer (* 1869); aus der Ehe ging ein Kind hervor.
1900 und 1906 kandidierte Hornung im Wahlkreis Brackenheim für die württembergische Abgeordnetenkammer. Er steigerte zwar seinen Stimmenanteil von der ersten Kandidatur zur zweiten, blieb aber beide Male gegen den Mandatsinhaber Friedrich von Balz (DP) erfolglos.
Als nach dem Tod des SPD-Abgeordneten Wilhelm Schäffler im Wahlkreis Heilbronn Amt eine Nachwahl erforderlich wurde, kandidierte Hornung und setzte sich am 11. Januar 1911 unter anderem gegen den Bauernbund-Kandidaten Wilhelm Haag durch. Bei der regulären Wahl am 16. November 1912 wurde Hornung als Abgeordneter dieses Wahlkreises bestätigt. 1911 zog er nach Böckingen, wo er Inhaber eines Bekleidungsgeschäfts war. Am 4. Dezember 1913 wurde er auch in den Böckinger Gemeinderat gewählt, dem er bis zu seinem Tod 1927 angehörte. 1916 trat er aus der Evangelischen Landeskirche aus, der er bis dahin angehört hatte.
1917 schloss sich Hornung, der in der SPD eher links stand und von deren Zustimmung zu Kriegskrediten enttäuscht war, der neu gegründeten USPD an und war bis 1922 deren Kreisvorsitzender und Ortsvorsitzender in Böckingen. Während der Novemberrevolution sprach er am 9. November 1918 bei einer Massendemonstration von der Heilbronner Rathaustreppe zu der versammelten Menge auf dem Marktplatz, forderte die Bildung einer sozialistischen Volksrepublik sowie die Abdankung aller Dynastien und regte die Bildung eines Arbeiter- und Soldatenrats an, der sich de facto unter Friedrich Reinhardt (USPD) schon gebildet hatte und nun durch Händeaufheben legitimiert wurde. Beim anschließenden Zug der rund 5000 Personen umfassenden Menge zum Heilbronner Zellengefängnis gehörte er zur Führungsgruppe, die mit dem Gefängnisdirektor Gustav Roser über die Freilassung aller wegen politischer und militärischer Vergehen Inhaftierter verhandelte. Die Verhandlungen waren bald gegenstandslos, weil die Menschenmenge das Gefängnis stürmte und plünderte und alle Gefangenen befreite.
Für die USPD war Hornung Mitglied in der neunköpfigen Kommission (vier Mitglieder von der SPD, zwei von der USPD, je eines von Zentrum, FVP und DP), die unter Vorsitz Wilhelm Keils vom 17. Dezember 1918 bis 19. Januar 1919 einen Entwurf der künftigen württembergischen Verfassung erstellte, der dann ab 31. Januar in der Verfassunggebenden Landesversammlung weiter beraten wurde. Der Verfassunggebenden Landesversammlung gehörte er ab 5. Mai 1919 als Nachrücker für den ausgetretenen Arthur Crispien an.
1919 war Hornung Redakteur der USPD-Wochenschrift Sozialistische Republik, des Organs der Unabhängigen Sozialdemokratie des Unterlandes. Als Vorsitzender des Böckinger Arbeiter- und Bauernrats richtete er am 2. Juli 1919 ein Schreiben an den württembergischen Staatspräsidenten Wilhelm Blos, in dem er einen einstimmigen Beschluss des Rates vom 30. Juni übermittelte, der gegen die von der Verfassunggebenden Landesversammlung am 13. Juni beschlossene Aufhebung der Räte ab 15. Juli protestierte. Der Rat forderte das Weiterbestehen der Räte und die Bewaffnung des Proletariats, „um die Errungenschaften der Revolution zu schützen und weiterzutreiben“.
Ab dem 23. Oktober 1922, nachdem die USPD sich de facto aufgelöst hatte, war Hornung wieder Mitglied der SPD. 1924 wurde er Vorsitzender des Ortsvereins Böckingen des Reichsbanners Schwarz-Rot-Gold. Im selben Jahr zog er über die SPD-Bezirksliste Heilbronn in den württembergischen Landtag ein. Als Böckingens Stadtschultheiß Adolf Alter angesichts der großen Finanznot der Arbeiterstadt Böckingen im Februar 1927 mit einstimmiger Unterstützung des Gemeinderats eine Eingabe an Landesregierung und Landtag um einen außerordentlichen Zuschuss zum Ausgleich des Rechnungsjahres 1926 richtete, setzte sich Hornung im Landtag dafür ein. Der Antrag fand jedoch keine Mehrheit.
Am 8. Juni 1927 wurde Hornung in Böckingen beim Versuch, seinen Enkel vor einem anfahrenden Auto zu retten, selbst überfahren. Seine Trauerfeier fand am 11. Juni auf dem Heilbronner Hauptfriedhof statt. Im Landtag übernahm Emilie Hiller sein Heilbronner Bezirkslisten-Mandat, für sie rückte von der SPD-Landesliste Jakob Weimer nach.

## Ehrungen
Seit dem 25. September 1947 gibt es in Böckingen die August-Hornung-Straße. Sie entstand durch Umbenennung der Panoramastraße, die von 1933 bis zum 26. April 1945 Heinrich-Gültig-Straße geheißen hatte.
Das Ehrenmal auf Hornungs Grab wurde zur NS-Zeit zerstört. Zu seinem 100. Geburtstag 1967 erhielt er ein städtisches Ehrengrab auf dem Böckinger Friedhof an der Heidelberger Straße.